# Gran Premi d'Europa del 2011
El Gran Premi d'Europa de Fórmula 1 de la temporada 2011 es disputarà al Circuit urbà de València, del 24 al 26 de juny del 2011.

## Classificació

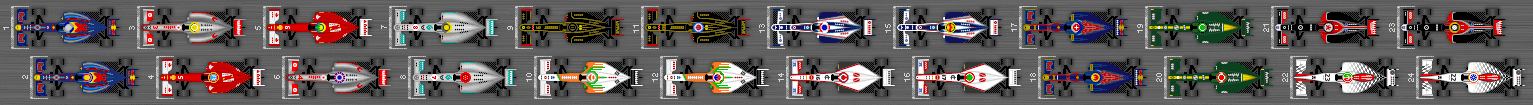
Graella després de la qualificació del GP.

| Pos                           | No | Pilot              | Constructor          | Part 1   | Part 2   | Part 3   | Sortida |
| ----------------------------- | -- | ------------------ | -------------------- | -------- | -------- | -------- | ------- |
| 1                             | 1  | Sebastian Vettel   | Red Bull-Renault     | 1:39.116 | 1:37.305 | 1:36.975 | 1       |
| 2                             | 2  | Mark Webber        | Red Bull-Renault     | 1:39.956 | 1:38.058 | 1:37.163 | 2       |
| 3                             | 3  | Lewis Hamilton     | McLaren-Mercedes     | 1:39.244 | 1:37.727 | 1:37.380 | 3       |
| 4                             | 5  | Fernando Alonso    | Ferrari              | 1:39.725 | 1:37.930 | 1:37.454 | 4       |
| 5                             | 6  | Felipe Massa       | Ferrari              | 1:38.413 | 1:38.566 | 1:37.535 | 5       |
| 6                             | 4  | Jenson Button      | McLaren-Mercedes     | 1:39.453 | 1:37.749 | 1:37.645 | 6       |
| 7                             | 8  | Nico Rosberg       | Mercedes             | 1:39.266 | 1:38.373 | 1:38.231 | 7       |
| 8                             | 7  | Michael Schumacher | Mercedes             | 1:39.198 | 1:38.365 | 1:38.240 | 8       |
| 9                             | 9  | Nick Heidfeld      | Renault              | 1:39.877 | 1:38.781 | no time  | 9       |
| 10                            | 14 | Adrian Sutil       | Force India-Mercedes | 1:39.329 | 1:39.034 | no time  | 10      |
| 11                            | 10 | Vitali Petrov      | Renault              | 1:39.690 | 1:39.068 |          | 11      |
| 12                            | 15 | Paul di Resta      | Force India-Mercedes | 1:39.852 | 1:39.422 |          | 12      |
| 13                            | 11 | Rubens Barrichello | Williams-Cosworth    | 1:39.602 | 1:39.489 |          | 13      |
| 14                            | 16 | Kamui Kobayashi    | Sauber-Ferrari       | 1:40.131 | 1:39.525 |          | 14      |
| 15                            | 12 | Pastor Maldonado   | Williams-Cosworth    | 1:39.690 | 1:39.645 |          | 15      |
| 16                            | 17 | Sergio Pérez       | Sauber-Ferrari       | 1:39.494 | 1:39.657 |          | 16      |
| 17                            | 18 | Sébastien Buemi    | Toro Rosso-Ferrari   | 1:39.679 | 1:39.711 |          | 17      |
| 18                            | 19 | Jaime Alguersuari  | Toro Rosso-Ferrari   | 1:40.232 |          |          | 18      |
| 19                            | 20 | Heikki Kovalainen  | Lotus-Renault        | 1:41.664 |          |          | 19      |
| 20                            | 21 | Jarno Trulli       | Lotus-Renault        | 1:42.234 |          |          | 20      |
| 21                            | 24 | Timo Glock         | Virgin-Cosworth      | 1:42.553 |          |          | 21      |
| 22                            | 23 | Vitantonio Liuzzi  | HRT-Cosworth         | 1:43.584 |          |          | 22      |
| 23                            | 25 | Jérôme d'Ambrosio  | Virgin-Cosworth      | 1:43.735 |          |          | 23      |
| 24                            | 22 | Narain Karthikeyan | HRT-Cosworth         | 1:44.363 |          |          | 24      |
| Temps regla del 107% 1:45.301 |    |                    |                      |          |          |          |         |

## Cursa
| Pos | No | Pilot              | Constructor          | Voltes | Temps / Retirada | Pos.Sortida | Punts |
| --- | -- | ------------------ | -------------------- | ------ | ---------------- | ----------- | ----- |
| 1   | 1  | Sebastian Vettel   | Red Bull-Renault     | 57     | 1h 39' 36. 169   | 1           | 25    |
| 2   | 5  | Fernando Alonso    | Ferrari              | 57     | + 10.891 s       | 4           | 18    |
| 3   | 2  | Mark Webber        | Red Bull-Renault     | 57     | + 27.255 s       | 2           | 15    |
| 4   | 3  | Lewis Hamilton     | McLaren-Mercedes     | 57     | + 46.190 s       | 3           | 12    |
| 5   | 6  | Felipe Massa       | Ferrari              | 57     | + 51.705 s       | 5           | 10    |
| 6   | 4  | Jenson Button      | McLaren-Mercedes     | 57     | + 1' 00.065 min. | 6           | 8     |
| 7   | 8  | Nico Rosberg       | Mercedes             | 57     | + 1' 38.090 min. | 7           | 6     |
| 8   | 19 | Jaime Alguersuari  | Toro Rosso-Ferrari   | 56     | + 1 Volta        | 18          | 4     |
| 9   | 14 | Adrian Sutil       | Force India-Mercedes | 56     | + 1 Volta        | 10          | 2     |
| 10  | 9  | Nick Heidfeld      | Renault              | 56     | + 1 Volta        | 9           | 1     |
| 11  | 17 | Sergio Pérez       | Sauber-Ferrari       | 56     | + 1 Volta        | 16          |       |
| 12  | 11 | Rubens Barrichello | Williams-Cosworth    | 56     | + 1 Volta        | 13          |       |
| 13  | 18 | Sébastien Buemi    | Toro Rosso-Ferrari   | 56     | + 1 Volta        | 17          |       |
| 14  | 15 | Paul di Resta      | Force India-Mercedes | 56     | + 1 Volta        | 12          |       |
| 15  | 10 | Vitali Petrov      | Renault              | 56     | + 1 Volta        | 11          |       |
| 16  | 16 | Kamui Kobayashi    | Sauber-Ferrari       | 56     | + 1 Volta        | 14          |       |
| 17  | 7  | Michael Schumacher | Mercedes             | 56     | + 1 Volta        | 8           |       |
| 18  | 12 | Pastor Maldonado   | Williams-Cosworth    | 56     | + 1 Volta        | 15          |       |
| 19  | 20 | Heikki Kovalainen  | Lotus-Renault        | 55     | + 2 Voltes       | 19          |       |
| 20  | 21 | Jarno Trulli       | Lotus-Renault        | 55     | + 2 Voltes       | 20          |       |
| 21  | 24 | Timo Glock         | Virgin-Cosworth      | 55     | + 2 Voltes       | 21          |       |
| 22  | 25 | Jérôme d'Ambrosio  | Virgin-Cosworth      | 55     | + 2 Voltes       | 23          |       |
| 23  | 23 | Vitantonio Liuzzi  | HRT-Cosworth         | 54     | + 3 Voltes       | 22          |       |
| 24  | 22 | Narain Karthikeyan | HRT-Cosworth         | 54     | + 3 Voltes       | 24          |       |

## Classificació del mundial després de la cursa
| Pos | Pilot            | Punts |
| --- | ---------------- | ----- |
| 1   | Sebastian Vettel | 186   |
| 2   | Jenson Button    | 109   |
| 3   | Mark Webber      | 109   |
| 4   | Lewis Hamilton   | 97    |
| 5   | Fernando Alonso  | 87    |

| Pos | Constructor      | Punts |
| --- | ---------------- | ----- |
| 1   | Red Bull-Renault | 295   |
| 2   | McLaren-Mercedes | 206   |
| 3   | Ferrari          | 129   |
| 4   | Renault          | 61    |
| 5   | Mercedes         | 58    |

- Nota: Només s'inclouen els 5 primers de cada classificació. Per veure-la completa aneu a Temporada 2011 de Fórmula 1

## Altres
- Pole: Sebastian Vettel 1' 36. 975

- Volta ràpida: Sebastian Vettel 1' 41. 852 (a la volta 52)